# Mommy
|  | Denne artikel er oprettet af botten Steenthbot ud fra en ekstern database. Den kan derfor have sproglige fejl eller mangler. Denne skabelon kan fjernes efter kontrol af indholdet. |

Mommy er en dansk kortfilm fra 2013 instrueret af René Frelle Petersen.

## Handling
Emma er 16 år gammel og har mest af alt lyst til at hænge ud med vennerne. Men hendes bror har en alvorlig sygdom, og åbenbart er det Emma, der skal tage sig af ham hele tiden.

## Medvirkende
- Julie Brochorst Andersen, Emma
- Trine Appel, Clerk
- Allan Hyde, Lucas